# Historia nocturna
Historia nocturna: Un desciframiento del aquelarre (título original: Storia notturna: Una decifrazione del sabba) es una obra historiográfica del historiador italiano Carlo Ginzburg, publicada en 1989. En ella Ginzburg analiza documentos iconográficos, tratados de demonología y material folclórico que le permiten enfocarse en dos puntos: primero en  la reconstrucción de los mecanismos ideológicos que facilitaron la persecución de la brujería en Europa, y segundo en la reconstrucción de las creencias populares de las personas. No muchas otras obras se habían enfocado en enfatizar en las persecuciones y muchas menos se habían enfocado en las actitudes de los perseguidores como se realiza en esta. Ginzburg plantea un nuevo enfoque del problema de rastrear los orígenes de la brujería popular, estudiar las raíces folclóricas del aquelarre, centrando su atención en fenómenos como las procesiones de los difuntos, con mayor participación de mujeres, que estaba relacionado con el mito europeo de “las seguidoras de Diana o la caza salvaje”, o también las batallas de fertilidad, con mayor de hombres.
En la segunda y tercera parte de la obra se presentan hipótesis novedosas de otros periodos comparativos en donde se llevaron a cabo persecuciones por brujería. La explicación histórica resulta en un método de recolección de datos, con los cuales se pueda construir un desarrollo cronológico. En esta obra es de preferencia el objeto de la investigación en un abito temporal amplio, que no dejan a un lado los detalles minúsculos, es un análisis microscópico. Esos métodos históricos y morfológicos utilizados permiten vincular mitos de entornos culturales distintos. La intención de la Historia Nocturna es llegar a través de las anomalías a un zócalo cultura introduciendo una perspectiva del autor hacia la antropología.

## Contexto histórico de la obra
Este se remonta a la primavera de 1321 en Francia meridional, es la semana de pascua y  por cada rincón de toda Francia rápidamente se comienza a difundir el rumor de una conspiración que resulte en la liquidación de todos los cristianos y además que todos los pozos del país han sido envenenados. No pasa muchos tiempo hasta que esta noticia llegue a los territorios de lo que hoy en día es Suiza y España, en el nebuloso escenario algunos sugieren que los autores de la trama son los leprosos, en algunos sitios se señala a los judíos que son cercanos a los leprosos, otros aseguran que son los gobernantes musulmanes de Granada o de Túnez, incluso es señalado el Sultán de Babilonia, quienes se acusan de contratar a judíos y leprosos para liquidar a los cristianos.
Estos hechos de confusión prontamente se fueron desenvolviendo en la medida que fueron saliendo a la luz confesiones y explicaciones de los medios por los que se envenenaron los pozos, de esta forma los cómplices de los conspiradores fueron denunciados y el resultado de las pruebas de documentos y cartas reveló la relación entre judíos, leprosos y musulmanes, quienes planeaban conformar un gobierno para tomarse a Europa luego del siniestro. Fuertes medidas fueron tomadas por el gobierno de Francia contra los conspiradores, quienes corrieron distinta suerte terminaron ya sea aislados e internados de la sociedad, asesinados en la hoguera, expropiados de sus bienes, excluidos del comercio o expropiados del Reino de Francia.

## Las implicaciones de la conspiración
La posición de Ginzgburg respecto a esta gran conspiración que surge con los hechos de 1321, tiene un significado que advierte que el enemigo externo puede penetrar la estructura social haciendo conexiones con individuos pertenecientes a esta con el fin de destruirla. Efecto que fue percibido en los años venideros, en 1348 señalados de la propagación de la Peste Negra, los judíos fueron liquidados en la extensión del territorio Francés, más tarde a inicios de siglo XV los practicantes de las Artes Negras fueron acusados de acometer contra la cristiandad. En este punto el concepto de conspiración trascendió de la raza humana y contempló la rivalidad entre Dios y el Demonio. Lo que marcó el  inicio de la creencia de un Sabba de las brujas que se expandiría a toda Europa en los siglos próximos.

## Historia nocturnacomo microhistoria
La vía microhistórica cambia la escala de observación pudiendo modificar tamaño forma y trama del objeto.
Giovanni  Levi propone que la microhistoria es un análisis de la realidad histórica que magnifica la escala de observación para ver los detalles que se obviaron en la mirada normal. Lo que justifica la razón de ser de la microhistoria como elemento necesario para descubrir problemas específicos de las dinámicas sociales que se han omitido a la mirada de los modelos tradicionales.
Para Ginzburg, el papel de la historia se trata de relatar aquellas historias que ya están olvidadas, que son irrelevantes para el presente y que recrean una historia que ya estaba muerta. A lo largo de su obra refleja una mirada cronológica, que revela sus investigaciones partiendo de la Historia Intelectual, Historia Cultural, Historia del Arte y la conexión entre estas con otras ciencias sociales.
En Historia nocturna en particular, el autor está condicionado por un paradigma que en algunas circunstancias puede flexibilizarlo o transformarlo en algo diferente. Esta obra no se caracteriza por tener una narrativa construida como historia de cambio macroscópico en el  tiempo, por el contrario se evidencian como las microprácticas de los chamanes sobre sus viajes al mundo de los difuntos, es la narrativa que permite esa  escala de observación modificable a cualquier nivel. Esta obra trasciende más allá de su objetivo primordial, en el sentido que provee una fuente interesante para el análisis de mitos, de importante atención sobre todo aquellos de las sociedades clásicas y medievales transmitidos por tradición oral, expuesto así a una flexibilidad evidente, a comodidad del intérprete quien tiene libertar para ofrecer diferentes versiones. Esta característica nutre a la obra de descubrimientos sin precedentes.